# Vanasthali
Vanasthali (o Banasthali) è una suddivisione dell'India, classificata come census town, di 6.676 abitanti, situata nel distretto di Tonk, nello stato federato del Rajasthan. In base al numero di abitanti la città rientra nella classe V (da 5.000 a 9.999 persone).

## Geografia fisica
La città è situata a 26° 24' 30 N e 75° 51' 54 E.

## Società

### Evoluzione demografica
Al censimento del 2001 la popolazione di Vanasthali assommava a 6.676 persone, delle quali 2.051 maschi e 4.625 femmine. I bambini di età inferiore o uguale ai sei anni assommavano a 613, dei quali 344 maschi e 269 femmine. Infine, coloro che erano in grado di saper almeno leggere e scrivere erano 5.460, dei quali 1.588 maschi e 3.872 femmine.